# Campo General Paz
Campo General Paz es un establecimiento militar del Ejército Argentino con asiento en Ordóñez, provincia de Córdoba, Argentina.

## Reseña
Es un campo militar para la producción y el autoabastecimiento del ganado y alimentos bajo la dependencia orgánica de la Dirección de Remonta y Veterinaria del Ejército. Fueron adquiridas 12 000 ha en 1898 bajo la presidencia de Julio Argentino Roca para la cría de caballos.
En 2023 fueron recuperadas las tierras (un total de 3800 ha) que desde 2017 estaban de remate y devueltas a la órbita del Ejército.